# Filip Ostrowski
Filip Ostrowski (* 12. Juli 2001) ist ein polnischer Leichtathlet, der sich auf den Mittelstreckenlauf spezialisiert hat.

## Sportliche Laufbahn
Erste internationale Erfahrungen sammelte Filip Ostrowski im Jahr 2018, als er bei den U18-Europameisterschaften in Győr mit 3:57,27 min in der Vorrunde im 1500-Meter-Lauf ausschied. 2023 wurde er bei der 1. Liga der Team-Europameisterschaft im Zuge der Europaspiele in Chorzów in 3:38,80 min Siebter über 1500 Meter und anschließend belegte er bei den U23-Europameisterschaften in Espoo in 3:45,01 min den sechsten Platz. Im August schied er bei den Weltmeisterschaften in Budapest mit 1:45,30 min im Halbfinale über 800 Meter aus und gelangte im Oktober bei den Straßenlauf-Weltmeisterschaften in Riga nach 4:19:49 min auf Rang 31 über die Meile. Im Jahr darauf schied er bei den Europameisterschaften in Rom mit 1:47,15 min im Halbfinale über 800 Meter aus und kam über 1500 Meter mit 3:46,18 min nicht über den Vorlauf hinaus. 2025 siegte er in 3:46,10 min über 1500 Meter bei den World University Games in Bochum.
2023 wurde Ostrowski polnischer Meister im 1500-Meter-Lauf sowie 2024 über 800 Meter.

## Persönliche Bestleistungen
- 800 Meter: 1:44,25 min, 5. Juli 2025 in Posen
  - 800 Meter (Halle): 1:46,33 min, 9. Februar 2025 in Breslau
- 1500 Meter: 3:35,73 min, 22. Mai 2024 in Marseille
  - 1500 Meter (Halle): 3:39,82 min, 3. Februar 2023 in Erfurt